# Sea Skua
Си Скьюа (англ. Sea Skua, ['si: skju:ə] — Морской поморник) — британская противокорабельная ракета малой дальности. Разработана фирмой BAe Dynamics (сейчас входит в состав концерна MBDA). Разработана для использования с вертолётов. Ракета была доработана для вооружения ей катеров и батарей береговой обороны.
British Aircraft Corporation начала разработку противокорабельной ракеты малой дальности под индексом CL 834 в мае 1972 года. В октябре 1975 года поступил заказ Британского правительства на производство ракет. В ноябре 1979 года состоялись первые пуски в Aberporth Range в заливе Кардиган. Были осуществлены пуски трёх ракет с земли и трёх с вертолётов. После лётных испытаний в июле 1981 года началось серийное производство ракет под названием Sea Skua.

## Конструкция
Ракета Sea Skua выполнена по аэродинамической схеме «поворотное крыло» с "Х" образным расположением консолей крыла и рулей. Корпус состоит из двух отсеков различного диаметра, соединённых между собой переходным конусом. На переднем отсеке расположены носовые поворотные крылья треугольной формы, а в хвостовой части расположен неподвижный стабилизатор. Силовая установка состоит из маршевого и стартового твердотопливных двигателей. Каждый из двигателей имеет собственное сопло с выходом в торце хвостового отсека. Они запускаются одновременно через несколько секунд после сброса ракеты.

## Тактико-технические характеристики
| ТТХ                                 | Sea Skua                             |                           |
| ----------------------------------- | ------------------------------------ | ------------------------- |
| Год принятия на вооружение          | 1982                                 |                           |
| Носитель                            | вертолёт, НК, наземная ПУ            | вертолёт, НК, наземная ПУ |
| Длина, м                            | 2,5                                  |                           |
| Размах крыла, м                     | 0,72                                 |                           |
| Диаметр, м                          | 0,28                                 |                           |
| Масса, кг                           | 145                                  |                           |
| Скорость полёта, число М            | 0,8                                  |                           |
| дальность пуска, км                 | 3-25                                 |                           |
| Двигатель                           | РДТТ                                 |                           |
| Боевая часть: * масса БЧ * масса ВВ | полубронебойная 35 кг 9 кг гексогена |                           |
| Система управления                  | полуактивная радиолокационная ГСН    |                           |

## Боевое применение
25 апреля 1982, ещё до официального принятия на вооружение, состоялось первое боевое применение ракет Sea Skua в ходе Фолклендской войны. На остров Южная Георгия с грузом боеприпасов и продовольствия для небольшого аргентинского гарнизона прибыла подводная лодка «Санта-Фе» (бывшая американская подводная лодка типа «Балао» постройки 1944 года). Два британских вертолёта Lynx вышли в атаку на подлодку во время разгрузки со стороны острова из-за холмов и выпустили 2 ракеты Sea Skua. Ракеты попали в носовую часть лодки и она была покинута экипажем. Лодка не затонула и была позже добита вертолётами с помощью торпеды и глубинных бомб.
В 1991 году во Войны в Персидском заливе ракеты Sea Skua применялись с британских вертолётов Lynx базировавшихся на фрегате «Brazen» и эсминце «Gloucester». В районе кувейтско-саудовской границы им противостояли 17 иракских патрульных катеров. Используя ракеты Sea Skua вертолёты потопили как минимум четыре катера и повредили 12. Вертолётами с кораблей ВМС Великобритании были также потоплен тральщик T43, бывший кувейтский ракетный катер TNC45 и повреждён ряд других кораблей.